# ريتشل فيلدمان
ريتشل فيلدمان (بالإنجليزية: Rachel Feldman)‏ هي كاتبة سيناريو ومخرجة أمريكية، ولدت في 22 أغسطس 1954 في نيويورك في الولايات المتحدة.

## وصلات خارجية
- الموقع الرسمي
- ريتشل فيلدمان على موقع IMDb (الإنجليزية)
- ريتشل فيلدمان على موقع ألو سيني (الفرنسية)
- ريتشل فيلدمان على موقع أول موفي (الإنجليزية)
- ريتشل فيلدمان على موقع قاعدة بيانات الأفلام السويدية (السويدية)
- ريتشل فيلدمان على موقع قاعدة بيانات الفيلم (الإنجليزية)
- ريتشل فيلدمان على موقع كينوبويسك (الروسية)